# Othreis intricatus
Othreis intricatus är en fjärilsart som beskrevs av Butler 1892. Othreis intricatus ingår i släktet Othreis och familjen nattflyn. Inga underarter finns listade i Catalogue of Life.